# Grethe Holmer
Grethe Holmer Poulsen (født 12. januar 1924 i København, død 13. oktober 2004) var en dansk skuespillerinde.
Hun debuterede som 15-årig i 1939 på Aarhus Teater og kom året efter til København, hvor hun blev optaget på Det kongelige Teaters elevskole.
Hun blev færdiguddannet i 1943 og optrådte siden både i Oslo og på Folketeatret. Grethe Holmer indspillede en del film og fik i 1979 en 'Bodil' for bedste birolle - i Honning Måne (1978)
Hun var fra 1960 på Odense Teater og var her med til at starte skuespillerskolen, som hun blev daglig leder af fra 1964.
Grethe Holmer blev i 1942 gift med skuespiller Kai Wilton (1916-80) og i 1996 med skuespiller Benny Poulsen (1942-2004).

## Filmografi
- Skilsmissens børn – 1939
- Gå med mig hjem – 1941
- Forellen – 1942
- Når man kun er ung – 1943
- Det brændende spørgsmål – 1943
- Elly Petersen – 1944
- Det bødes der for – 1944
- En ny dag gryer – 1945
- Diskret ophold – 1946
- Så mødes vi hos Tove – 1946
- Hr. Petit – 1948
- De røde heste – 1950
- Mosekongen – 1950
- Bag de røde porte – 1951
- Det gamle guld – 1951
- Det store løb – 1952
- Fløjtespilleren – 1953
- Himlen er blå – 1954
- Mod og mandshjerte – 1955
- Gymnasiepigen – 1960
- Med kærlig hilsen – 1971
- Honning Måne – 1978
- Sort høst – 1993
- Farligt venskab – 1995
- Kun en pige – 1995
- Kat – 2001